# Кап-Аїтьєн
Кап-Аїтьє́н (фр. Cap-Haïtien фр.: [kap a.i.sjɛ̃]; гаїт. креол. Kap Ayisyen; або Okap, часто називають Le Cap або Au Cap) — четверте за населенням місто Гаїті, розташоване на північному узбережжі острова, адміністративний центр Північного департаменту. Населення міста у 2003 році становило 130 тис. мешканців (186 тис. з приміськими районами).

## Історія
Місто було засноване в 1670 році французькими колоністами і до здобуття країною незалежності в 1804 році називався «Кап-Франсе́» (фр. Cap-Français, спочатку «Кап-Франсуа» (Cap-François)) та «Кап-Анрі» (фр. Cap‑Henri; гаїтянська креольська Kap-Enri) під час правління Анрі І. Його історично прозвали «Парижем Антильських островів», через його багатства і вишуканості, що виражаються в його архітектурі і мистецькому житті. До 1770 року тут знаходилася адміністрація французької колонії Сен-Доменґ (фр. Saint-Domingue).
Під час загострення відносин з Францією в 1798—1800 роках та Громадянської війни в США, гаванню Кап-Аїтьєна цікавилися американці. У 1802 році старе місто було практично зруйноване в ході бойових дій. самопроголошений король Гаїті Анрі Крістоф відбудував місто наново, але і споруди його часу здебільшого не збереглися через колосальні збитки, нанесені землетрусом 1842 року та ураганом 1928 року.
У самому місті від колоніального періоду збереглася тільки приходська церква, але за 12 км від міста уціліли руїни резиденції Анрі Крістофа з палацом Сан-Сусі і фортецею Лафер'єр, яка вважається найбільшою в Західній півкулі. Неподалеку стоїть у руїнах палац сестри Наполеона, Поліни, у якому вона мешкала під час невдалого вторгнення її чоловіка на Гаїті в 1801 році.
Зараз місто є популярним курортом для заможних мешканців Гаїті, хоча значні райони міста зайняті нетрями.

## Клімат
Місто знаходиться у зоні, котра характеризується кліматом тропічних саван. Найтепліший місяць — серпень із середньою температурою 27.4 °C (81.3 °F). Найхолодніший місяць — січень, із середньою температурою 23.6 °С (74.5 °F).
| Клімат Кап-Аїтьєна      | Клімат Кап-Аїтьєна | Клімат Кап-Аїтьєна | Клімат Кап-Аїтьєна | Клімат Кап-Аїтьєна | Клімат Кап-Аїтьєна | Клімат Кап-Аїтьєна | Клімат Кап-Аїтьєна | Клімат Кап-Аїтьєна | Клімат Кап-Аїтьєна | Клімат Кап-Аїтьєна | Клімат Кап-Аїтьєна | Клімат Кап-Аїтьєна | Клімат Кап-Аїтьєна |
| Показник                | Січ.               | Лют.               | Бер.               | Квіт.              | Трав.              | Черв.              | Лип.               | Серп.              | Вер.               | Жовт.              | Лист.              | Груд.              | Рік                |
| Середній максимум, °C   | 27,6               | 28,1               | 28,7               | 29,2               | 30                 | 31                 | 31,3               | 31,5               | 31                 | 30,4               | 29                 | 27,9               | 29,6               |
| Середня температура, °C | 23,6               | 24                 | 24,7               | 25,4               | 26,2               | 27                 | 27,2               | 27,4               | 27,1               | 26,6               | 25,4               | 24,2               | 25,7               |
| Середній мінімум, °C    | 19                 | 19                 | 19,7               | 20,8               | 21,6               | 22,3               | 22,4               | 22,6               | 22,4               | 22                 | 21,2               | 19,7               | 21,1               |
| Норма опадів, мм        | 132.4              | 111.2              | 89.6               | 120.8              | 188.6              | 153.4              | 93.5               | 99.8               | 151.8              | 169.4              | 209                | 177.9              | 1697.4             |
| Днів з опадами          | 10,4               | 8,3                | 8,6                | 8,7                | 11,9               | 11,6               | 13,9               | 14,1               | 14,9               | 16,1               | 12                 | 10,9               | 141,4              |
| Вологість повітря, %    | 76.6               | 75.6               | 74.4               | 75.2               | 78.3               | 76.7               | 73.5               | 74.7               | 76.6               | 77.5               | 77.6               | 76.9               | 76.1               |
| ----------------------- | ------------------ | ------------------ | ------------------ | ------------------ | ------------------ | ------------------ | ------------------ | ------------------ | ------------------ | ------------------ | ------------------ | ------------------ | ------------------ |
| Джерело: Weatherbase    |                    |                    |                    |                    |                    |                    |                    |                    |                    |                    |                    |                    |                    |